# Bullet in Your Head
Bullet in Your Head - debiutancki album polskiej grupy Made of Hate, wydany 22 lutego 2008 r. przez AFM Records. Został nagrany w ciągu 7 dni w Zed Studio w Olkuszu.

## Lista utworów
Źródło.
1. Bullet In Your Head - 4:31
2. An eye for an Eye - 4:39
3. On the Edge - 3:56
4. My last Breath - 4:05
5. Mirror of Sins - 3:32
6. Hidden - 4:16
7. Judgement - 4:16
8. Deadend - 5:04
9. Fallout - 5:06

## Twórcy
- Michał "Mike" Kostrzyński - gitara prowadząca, śpiew
- Tomasz Grochowski - perkusja
- Radosław Półrolniczak - gitara rytmiczna
- Jarosław Kajszcak - gitara basowa